# Silvertråd och gyllene nålar
Silvertråd och gyllne nålar är ett studioalbum från 1978 av dansbandet Monte Carlo.

## Låtlista

### Sid A
1. Silvertråd och gyllne nålar (Silver Threads and Golden Needles) 2.28
(Reynolds - Rhodes - svenskspråkig text: Lasse Berghagen) Intersong
2. Blue Eyes Crying in the Rain  2.44
(F. Rose) Reuter & Reuter
3. Heartaches by the Number  3.19
(H. Howard) Reuter & Reuter
4. Cryin' Time  2.52
(B. Owens) Belinda
5. Längre fram  2.39
(Hansson - Håkansson) Imudico AB
6. Making Believe  3.07
(Hobson - Reid) Palace Music

### Sid B
1. Fiolen min  2.50
(J-E. Öst - T. Wetterberg) AB Nordisk Folkmusik
2. Ung och kär  3.27
(Greutz - M. Borgström) Midnight Sun Music
3. Jambalaya  2.55
(H. Williams) Nils-Georges Musikförlag
4. Behind Closed Doors  2.44
(K. O'Dell) Sweden Music
5. Me and You and a Dog Named Boo  2.45
(K. La Vole) Sweden Music
6. Den lilla krogen därnere vid hamnen (T' klein cafe aan de haven) 2.54
(P. Cartner svenskspråkig text: Margot Borgström) Sweden Music